# Rafael Cardoso
Rafael Cezar Cardoso (Porto Alegre, 17 de novembro de 1985) é um ator brasileiro.

## Carreira
Rafael começou a carreira em 2007 no seriado Pé na Porta, da RBS TV. Na mesma época atuou na peça de teatro Veridiana e Eu com a CIA de Teatro Íntimo. Já no Rio de Janeiro participou de A Diarista e Minha Nada Mole Vida, além de uma aparição nos capítulos finais de O Profeta. Sua estreia de fato deu-se somente em 2008, quando participou da telenovela Beleza Pura, de Andréa Maltarolli, como o jovem Klaus, papel de destaque na trama. Em seguida, participou da série Cinquentinha. Em seguida, protagonizou o longa-metragem Do Começo ao Fim, cujo personagem, Thomás, assume um relacionamento incestuoso e homossexual com seu meio irmão, Francisco. Com direção e roteiro de Aluizio Abranches, o filme estreou em 27 de novembro de 2009. No ano seguinte deu vida ao playboy Jorgito em Ti Ti Ti. Em 2011 protagonizou ao lado de Marjorie Estiano e Fernanda Vasconcellos, a novela A Vida da Gente. Em 2012 atuou na novela Lado a Lado. Atuou no filme O Tempo e o Vento
Em 2013 integrou o elenco da novela Joia Rara. Em 2014, participa de um episódio da série Animal do GNT vivendo o pscicopata Naldinho. No mesmo ano viveu um dos papéis centrais da novela Império, com o personagem Vicente. Em 2015, interpretou o protagonista Felipe, na novela Além do Tempo, pelo qual foi indicado ao Troféu APCA e ao Melhores do Ano de Melhor Ator de Novela. Em 2016, ele vive o grande vilão César na novela Sol Nascente. Em 2017, ele interpreta o médico Renato Loureiro na novela O Outro Lado do Paraíso, que no decorrer da trama, revela ser o grande vilão da trama. Em 2018 retorna à TV na novela Espelho da Vida interpretando Danilo/Daniel um dos protagonistas da trama, ao lado de Vitória Strada, João Vicente de Castro e Alinne Moraes. Em 2020, interpreta o sedutor Renzo, em Salve-se Quem Puder.

## Vida pessoal

### Relacionamentos e filhos
Em 2007 começou a namorar Mariana Bridi, filha da jornalista Sônia Bridi, com quem se casou em 2013. Divorciaram-se em 2022. O ator tem três filhos, Aurora, nascida em 1 de outubro de 2014 (10 anos) e Valentim nascido em 30 de maio de 2018 (7 anos), do antigo relacionamento com Mari Bridi, e Helena, nascida em 27 de novembro de 2023, fruto do relacionamento com a psicóloga Carol Ferraz.

### Acusações de agressão
Em novembro de 2024, foi divulgado pelo imprensa que o ator não via os filhos frutos do casamento com Mariana Bridi há um ano devido a uma medida protetiva solicitada por sua ex-esposa. Ela revelou que a decisão foi motivada por episódios de violência psicológica, moral e patrimonial. Antes disso, Sônia Bridi, a mãe de Mariana, também havia pedido proteção judicial contra o ex-genro, após um incidente em que ele invadiu sua casa, destruiu seu carro e a ameaçou, além de um funcionário. O caso, ocorrido em agosto de 2023, resultou na concessão da medida pela juíza Cintia Souto Machado de Andrade, baseada na Lei Maria da Penha. Rafael está proibido de se aproximar ou contatar Sônia Bridi, sob pena de prisão.
O ator também foi acusado de agredir o gerente de restaurante João Fernando, com 64 anos de idade na época do ocorrido, na Barra da Tijuca, zona oeste do Rio de Janeiro. O incidente ocorreu em 26 de fevereiro de 2024 e foi registrado na 16ª DP. Imagens de segurança mostram o momento da agressão. João afirma que Rafael estava "completamente transtornado" e chegou ao local com uma freada brusca em seu carro, assustando os clientes presentes.

## Filmografia

### Televisão
| Ano  | Título                  | Personagem                                  | Notas                                     |
| ---- | ----------------------- | ------------------------------------------- | ----------------------------------------- |
| 2007 | Pé na Porta             | Rafael                                      |                                           |
| 2007 | O Profeta               | Estudante do Colégio Alvarenga              | Episódios: "9–10 de maio"                 |
| 2007 | Minha Nada Mole Vida    | Menino na festa                             | Episódio: "Segredos Chocantes"            |
| 2007 | A Diarista              | Passageiro do avião                         | Episódio: "Aquele do Avião"               |
| 2008 | Beleza Pura             | Klaus Amarante                              |                                           |
| 2009 | Cinquentinha            | Eduardo                                     |                                           |
| 2010 | Ti Ti Ti                | Jorge Bianchi (Jorgito)                     |                                           |
| 2011 | A Vida da Gente         | Rodrigo Macedo                              |                                           |
| 2012 | Lado a Lado             | Alberto Camargo Assunção Filho (Albertinho) |                                           |
| 2013 | Joia Rara               | Viktor Hauser                               |                                           |
| 2014 | Animal                  | Naldinho                                    | Episódio: "Animal Sem Rumo"               |
| 2014 | Império                 | Vicente Ferreira                            |                                           |
| 2015 | Além do Tempo           | Conde Felipe Castellini / Felipe Santarém   |                                           |
| 2016 | Sol Nascente            | Wladimir César Teixeira Filho (César)       |                                           |
| 2016 | Segredos de Justiça     | Gonçalo                                     | Episódio: "Cale-se Para Sempre"           |
| 2017 | O Outro Lado do Paraíso | Renato Loureiro                             |                                           |
| 2018 | Espelho da Vida         | Danilo Breton / Daniel Marques              |                                           |
| 2020 | Salve-se Quem Puder     | Renzo Machado de Alencar                    |                                           |
| 2022 | Cara e Coragem          | Rômulo Dias                                 | Episódios: "29 de novembro–13 de janeiro" |
| 2023 | Terra e Paixão          | Dr. Evandro Abdias                          | Episódios:"3 de julho" / "23 de agosto"   |

### Cinema
| Ano  | Filme                                     | Personagem              |
| ---- | ----------------------------------------- | ----------------------- |
| 2009 | Do Começo ao Fim                          | Thomás                  |
| 2013 | O Tempo e o Vento                         | Florêncio Terra (jovem) |
| 2015 | Olhar de Nise                             | Mário Magalhães         |
| 2016 | Os Senhores da Guerra                     | Júlio Bozano            |
| 2017 | O Rastro                                  | João                    |
| 2022 | Nada É Por Acaso                          | Rafael                  |
| 2022 | D. P. A. 3 - Uma Aventura no Fim do Mundo | Comandante Téo          |

### Internet
| Ano  | Título              | Papel            | Nota                       |
| ---- | ------------------- | ---------------- | -------------------------- |
| 2011 | Quero ser Solteira! | Tomás            | Websérie                   |
| 2022 | Novelei             | Julião Petrúchio | Episódio: O Cravo E A Rosa |

### Vídeo Institucional
| Ano  | Título                                | Papel         | Nota             |
| ---- | ------------------------------------- | ------------- | ---------------- |
| 2010 | Treinamento de recenseador Censo 2010 | José da Silva | Treinamento IBGE |

### Video Musical
| Ano  | Título | Artista  | Nota                         |
| ---- | ------ | -------- | ---------------------------- |
| 2012 | "Vida" | Mente Sã | ator e diretor do videoclipe |

## Teatro
| Ano  | Título           | Personagem |
| ---- | ---------------- | ---------- |
| 2006 | Veridiana e Eu   | Homem      |
| 2013 | Paixão de Cristo | Herodes    |

## Prêmios e indicações
| Ano  | Premiação                                      | Categoria                                   | Trabalho                | Resultado |
| ---- | ---------------------------------------------- | ------------------------------------------- | ----------------------- | --------- |
| 2010 | Prêmio Qualidade Brasil                        | Melhor Ator Coadjuvante Série ou Minissérie | Cinquentinha            | Indicado  |
| 2011 | Melhores do ano - site "MdeMulher" (Ed. Abril) | Gato do Ano                                 | A Vida da Gente         | Venceu    |
| 2012 | Prêmio Contigo! de TV                          | Melhor Ator                                 | A Vida da Gente         | Indicado  |
| 2012 | Meus Prêmios Nick                              | Ator Favorito                               | A Vida da Gente         | Indicado  |
| 2015 | Troféu APCA                                    | Melhor Ator                                 | Além do Tempo           | Indicado  |
| 2015 | Melhores do Ano                                | Melhor Ator de Novela                       | Além do Tempo           | Indicado  |
| 2015 | Prêmio Quem de Televisão                       | Melhor Ator                                 | Além do Tempo           | Indicado  |
| 2015 | Melhores do Ano Minha Novela                   | Melhor Casal (com Alinne Moraes)            | Além do Tempo           | Venceu    |
| 2016 | Prêmio Quem de Televisão                       | Melhor Ator                                 | Sol Nascente            | Indicado  |
| 2016 | Prêmio Geração Glamour                         | Guapo do Ano                                | Rafael Cardoso          | Indicado  |
| 2018 | Prêmio Extra de Televisão                      | Melhor Ator                                 | O Outro Lado do Paraíso | Venceu    |
| 2019 | Prêmio Contigo! Online                         | Melhor Ator de Novela                       | Espelho da Vida         | Indicado  |
| 2019 | Prêmio Contigo! Online                         | Melhor Par Romântico (com Vitória Strada)   | Espelho da Vida         | Indicado  |
| 2020 | Prêmio Contigo! Online                         | Melhor Ator de Novela                       | Salve-se Quem Puder     | Indicado  |
| 2020 | Troféu Internet                                | Melhor Ator de Novela                       | Salve-se Quem Puder     | Indicado  |
| 2023 | Festival Sesc Melhores Filmes                  | Melhor Ator Nacional                        | Nada É Por Acaso        | Pendente  |